# HMS E7
Pour les articles homonymes, voir E7.
Le HMS E7 est un sous-marin britannique de classe E construit pour la Royal Navy à l’arsenal de Chatham Dockyard. Sa quille fut posée le 30 mars 1912 et il a été mis en service le 16 mars 1914. Il a coûté 105 700 £.

## Conception
Les premiers sous-marins de la classe E britannique, du E1 au E8, avaient un déplacement de 652 tonnes à la surface et de 795 tonnes en immersion. Ils avaient une longueur hors tout de 55 m et un maître-bau de 6,92 m.
Ils étaient propulsés par deux moteurs Diesel Vickers huit cylindres à deux temps de 800 chevaux (600 kW) et par deux moteurs électriques de 420 chevaux (310 kW),.
Les navires de la classe E avaient une vitesse maximale en surface de 16 nœuds (30 km/h) et une vitesse en immersion de 10 nœuds (19 km/h), avec une capacité en carburant de 50 tonnes de gazole, leur donnant un rayon d'action de 2 802 milles marins (5 190 km) lorsqu’ils faisaient route à 10 nœuds (19 km/h). En immersion, ils avaient un rayon d'action de 74 milles (137 km) à 5 nœuds (9,3 km/h).
Les premiers bateaux du groupe 1 de la classe E étaient armés de quatre tubes lance-torpilles de 18 pouces (457 mm), un à l’avant, un de chaque côté au milieu du navire et un à l’arrière. Au total, ils emportaient huit torpilles à bord. Les bateaux du groupe 1 n’étaient pas équipés d’un canon de pont pendant la construction, mais ceux qui participèrent à la campagne des Dardanelles reçurent des canons montés à l’avant du kiosque pendant qu’ils étaient à l’arsenal de Malte.
Les sous-marins de la classe E avaient la télégraphie sans fil d’une puissance nominale de 1 kilowatt. Sur certains sous-marins, ces systèmes ont par la suite été mis à niveau à 3 kilowatts en retirant un tube lance-torpilles du milieu du navire. Leur profondeur maximale de plongée théorique était de 100 pieds (30 mètres). Cependant, en service, certaines unités ont atteint des profondeurs supérieures à 200 pieds (61 mètres). Certains sous-marins contenaient des oscillateurs Fessenden.
Leur équipage était composé de trois officiers et 28 hommes.

## Engagements
Le HMS E7 a été construit par Chatham Dockyard. Sa quille fut posée le 30 mars 1912. Il a été lancé le 2 octobre 1913 et mis en service le 16 mars 1914.
Lorsque la guerre avec l’Allemagne a été déclarée, le 5 août 1914, le E7 était basé à Harwich, dans la 8e flottille sous-marine de la Home Fleet. Le E7 a participé à la deuxième patrouille dans la baie de Heligoland avec les E5, D2 et D3. Le E7 et les autres sous-marins sont revenus de cette patrouille le 18 août 1914.
Puis, le 30 juin 1915, le E7 a commencé une patrouille de 24 jours dans la mer de Marmara. Il a réussi à couler 13 navires et à en endommager beaucoup plus. Le sous-marin allemand UB-14 était alors dans le port de Tchanak, en attente de réparations. Le 4 septembre, on a appris que le E7 s’était empêtré au large de Nagara Point dans des filets anti-sous-marins ottomans, que le cuirassé ottoman Turgut Reis avait posés. Le commandant du sous-marin, l’Oberleutnant zur See Heino von Heimburg, et le cuisinier de l’UB-14, un homme du nom de Herzig, sont partis dans une barque à rames pour observer les tentatives ottomanes de destruction du E7. Plusieurs mines qui faisaient partie du filet explosèrent en vain, von Heimburg et son groupe s’éloignèrent et laissèrent tomber à plusieurs reprises un fil à plomb jusqu’à ce qu’il touche du métal. Puis von Heimburg a lâché une mine ottomane lestée, avec un détonateur raccourci, juste au-dessus du E7. La mine explosa trop près au goût du capitaine du sous-marin britannique. Ce dernier ordonna de faire surface, d’abandonner la navire et de le saborder. Entre les tirs d’obus des batteries côtières ottomanes et les charges de sabordage du E7, von Heimburg et sa compagnie ont réussi à s’échapper de justesse sans dommages. Alors que la plupart des sources attribuent le naufrage du E7 aux efforts ottomans, l’auteur Robert Stern soutient que von Heimburg et l’UB-14 méritent d’être crédités au moins partiellement pour la destruction du E7.